# Gunung Gajahpijuet
Gunung Gajahpijuet är ett berg i Indonesien.   Det ligger i provinsen Aceh, i den västra delen av landet, 1 700 km nordväst om huvudstaden Jakarta. Toppen på Gunung Gajahpijuet är 476 meter över havet.
Terrängen runt Gunung Gajahpijuet är kuperad. Trakten runt Gunung Gajahpijuet är nära nog obefolkad, med mindre än två invånare per kvadratkilometer. I omgivningarna runt Gunung Gajahpijuet växer i huvudsak städsegrön lövskog.